# コロンビア・サークル

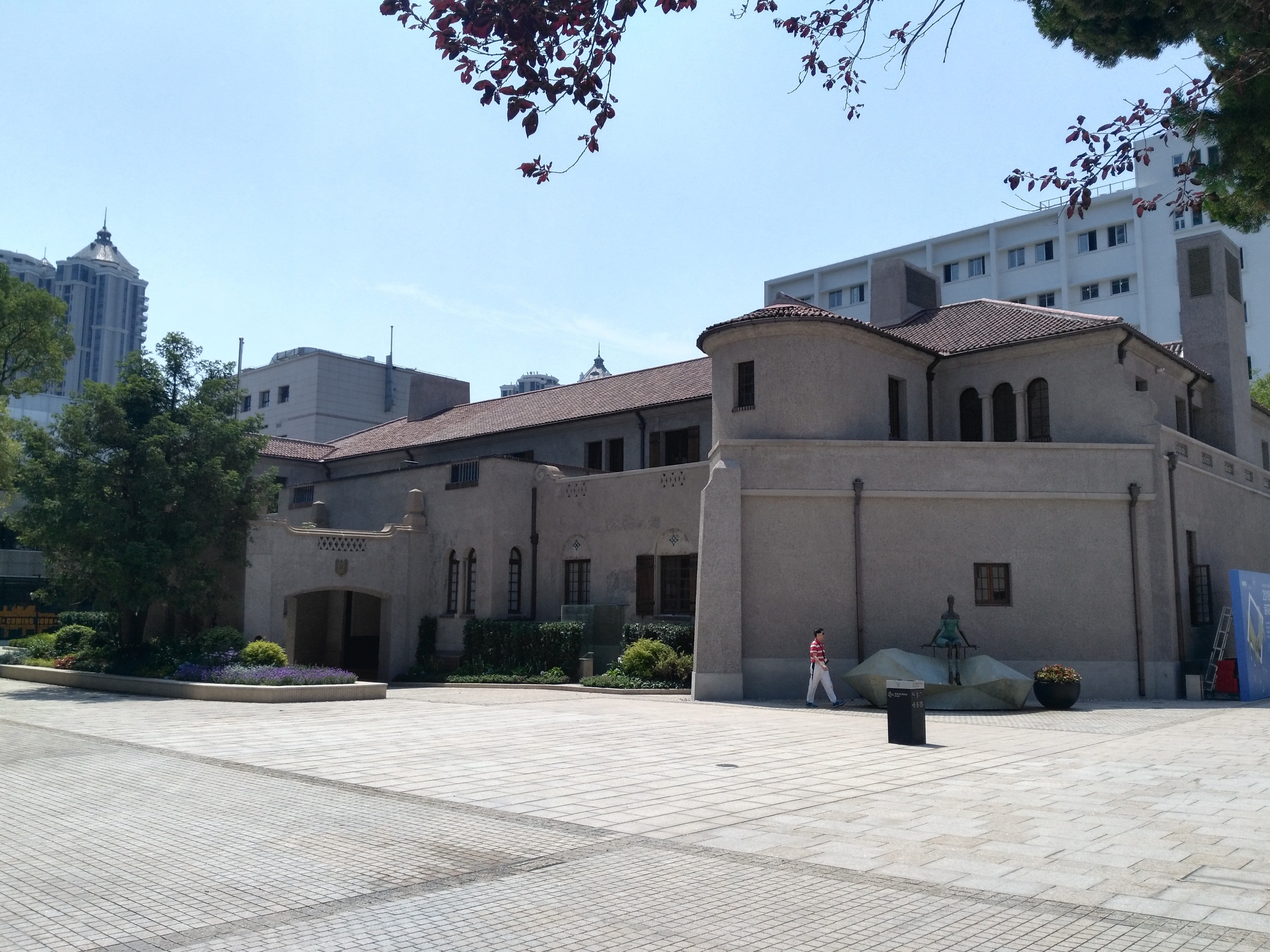

コロンビア・サークル（英語: Columbia Country Club、中国語: 哥倫比亞總會）は上海市長寧区にある歴史建築である。現在は再開発され、上生新所創意園区になっている。
コロンビア・サークルは上海在住のアメリカ人クラブとして1925年に設立された。太平洋戦争中、コロンビア・サークルは旧日本軍に徴用され、拘置所として利用された
。1951年、上海生物製品研究所はコロンビア・サークルに移転した。コロンビア・サークルは1999年に上海市優秀歴史建築に登録された。2016年、上海生物製品研究所はコロンビア・サークルから移転し、万科企業がコロンビア・サークルの再開発を着手し、2018年にリニューアルオープンした。
2020年12月24日、上海初の蔦屋書店はコロンビア・サークルに開業した。2024年から、コロンビア・サークルのリニュアル第二期部分が開業した。